# Mayesella
Mayesella is een uitgestorven geslacht van tweekleppigen uit de  familie van de Iotrigoniidae. 

## Soorten
- † Mayesella dubia (Kitchin, 1903)
- † Mayesella falcki (Rouillier & Vosinsky, 1894)
- † Mayesella haughtoni (Rennie, 1936)
- † Mayesella heterosculpta (Stanton, 1901)
- † Mayesella jakshysaurensis (Luppov, 1932)
- † Mayesella kuehni (G. Müller, 1900)
- † Mayesella recurva (Kitchin, 1903)
- † Mayesella vau (Sharpe, 1856)